# Меннольсайм
Меннольсайм (фр. Maennolsheim [mɛnɔlsaɪm]) — коммуна на северо-востоке Франции в регионе Гранд-Эст (бывший Эльзас — Шампань — Арденны — Лотарингия), департамент Нижний Рейн, округ Саверн, кантон Саверн.
Площадь коммуны — 2,74 км², население — 173 человека (2006) с тенденцией к росту: 238 человек (2013), плотность населения — 86,9 чел/км².

## Население
Население коммуны в 2011 году составляло 241 человек, в 2012 году — 242 человека, а в 2013-м — 238 человек.
| 1962 | 1968 | 1975 | 1982 | 1990 | 1999 | 2006 | 2008 | 2011 | 2012 | 2013 |
| ---- | ---- | ---- | ---- | ---- | ---- | ---- | ---- | ---- | ---- | ---- |
| 122  | 115  | 123  | 143  | 164  | 170  | 173  | 196  | 241  | 242  | 238  |

Динамика населения:

## Экономика
В 2010 году из 159 человек трудоспособного возраста (от 15 до 64 лет) 132 были экономически активными, 27 — неактивными (показатель активности 83,0 %, в 1999 году — 79,3 %). Из 132 активных трудоспособных жителей работали 120 человек (62 мужчины и 58 женщин), 12 числились безработными (5 мужчин и 7 женщин). Среди 27 трудоспособных неактивных граждан 6 были учениками либо студентами, 15 — пенсионерами, а ещё 6 — были неактивны в силу других причин.

## Достопримечательности (фотогалерея)

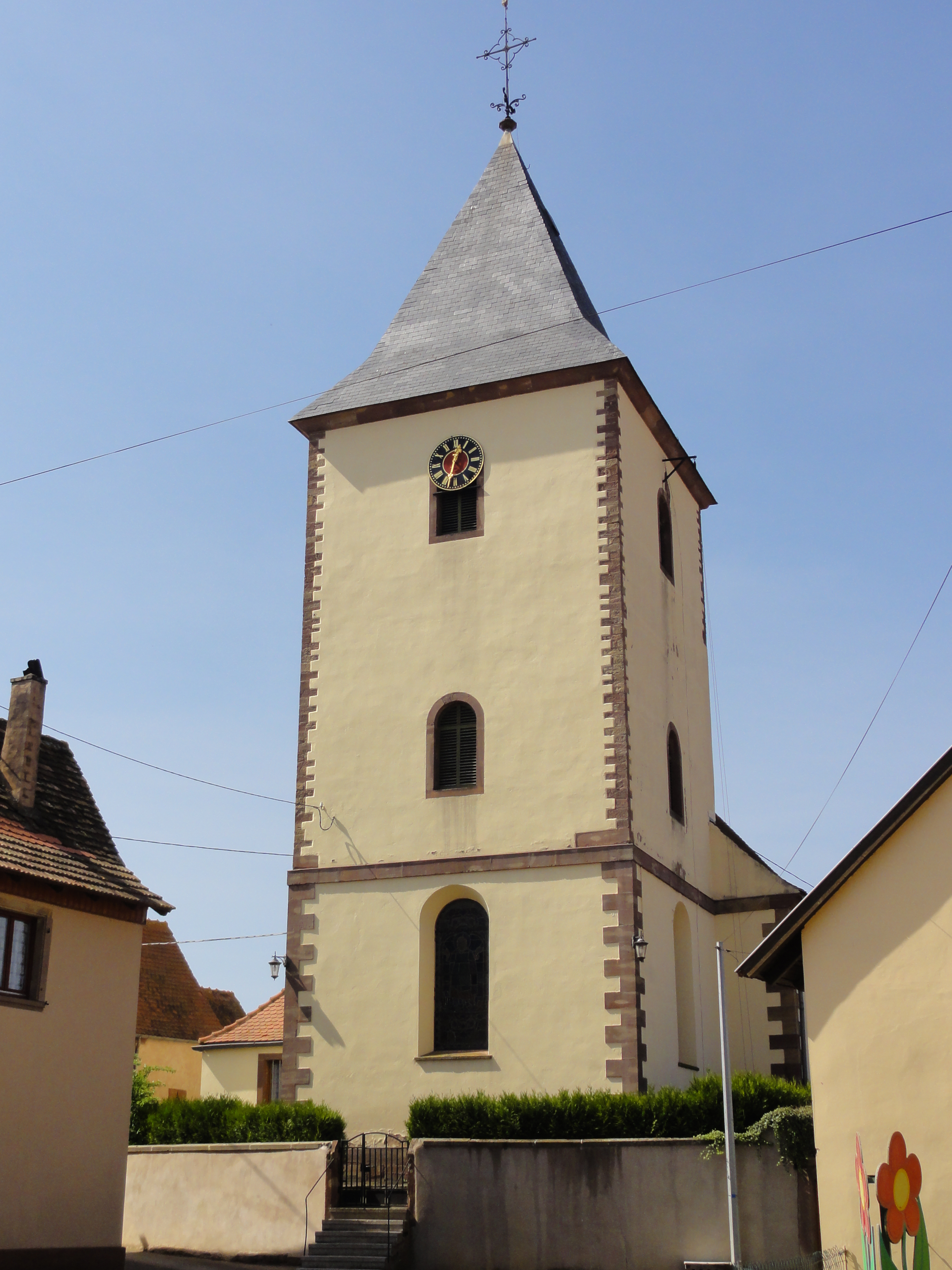
Церковь